# 6251 Setsuko
6251 Setsuko (1992 DB) là một tiểu hành tinh vành đai chính được phát hiện ngày 25 tháng 2 năm 1992 bởi Akiyama và Furuta ở Mishima.